# Mehler (Unternehmen)
Die Mehler AG (vormals auch Val. Mehler AG nach dem Vornamen des Gründers) mit Sitz in Fulda ist ein historischer Textil- und Bekleidungskonzern, der sich ab den 1970er Jahren fast ausschließlich auf technischen Textilien konzentrierte. Es hatte in den 1960er Jahren über 4500 Mitarbeiter und galt damit als einer der wichtigsten Arbeitgeber der damals strukturschwachen Region. Aus dem historischen Firmenverbund besteht weiterhin die Mehler AG als Tochter der börsennotierten KAP Beteiligungs-AG, welche zuletzt mit der operativen Tochter Mehler Engineered Products GmbH unter anderem technisches Cordgewebe produzierte. In der Vergangenheit waren bis in die 1990er Jahre vor allem auch Zelte unter der Marke Mehler von Bedeutung. Als Namensbestandteil wird Mehler weiterhin in ehemaligen Tochterunternehmen, heute selbständigen Gesellschaften wie etwa Mehler Vario System und Mehler Texnologies mit unterschiedlichen Eigentümern geführt. Mehler Vario System produziert mit Stand 2019 250 Mitarbeitern in Produktion, Entwicklung und Verwaltung schusssichere Westen, Mehler Texnologies stellt mit 200 Mitarbeitern polyesterbeschichtete Gewebe her, die etwa in Sportmatten, Lkw-Planen und als Sonnenschutz eingesetzt werden und ist seit 2020 Teil der Freudenberg Gruppe.

## Geschichte
Das Unternehmen wurde 1837 von Valentin Mehler (1816–1884) als Handwerksbetrieb für Tafelleinen nahe der Fuldaer Stadtpfarrkirche gegründet. Valentin wurde als Bauernsohn in Friesenhausen geboren. Seine Vorfahren stammen aus der Dürrmühle bei Poppenhausen/Wasserkuppe. 1880 wurden seine Söhne Wilhelm (* 1852) und Karl (* 1854) Inhaber. Bis 1887 stieg die Zahl der Mitarbeiter auf 53 an. Daraufhin wurde im gleichen Jahr das Unternehmen an die heutige Produktionsstätte in der Edelzeller Straße verlegt und die Weberei komplett mechanisiert. Seit 1903 erfolgte unter Einfluss des neuen Teilhabers Arthur Kayser eine Spezialisierung auf die Herstellung von Segeltuch. 1915 wurde das Unternehmen in eine Aktiengesellschaft umgewandelt und entwickelte sich in den folgenden Jahrzehnten zu einem der führenden Hersteller von technischen Geweben, darunter für die Reifenindustrie. In der Öffentlichkeit wurde Mehler vor allem durch seine wasserdichten Planen, Zelte und Sportbekleidung bekannt. Das Unternehmen baute aber auch seit den 1920er-Jahren eine auf Herren- und Damenmäntel spezialisierte Konfektionsabteilung auf.
Seit den 1930er Jahren engagierte sich die Val. Mehler Segeltuchweberei AG verstärkt in der Entwicklung neuer Produkte und Marken, die in der Folgezeit große Bekanntheit erlangten. Zu nennen sind hier insbesondere die Marken „Valmeline“ (Registrierung 1937) und „Valmex“ (Registrierung 1938). 1933 wurde der Schwerpunkt der Bekleidungsproduktion auf Herren- und Damenmäntel sowie Skianoraks gelegt. Im Jahre 1935 startete die Herstellung von Cordzwirnen und -geweben für die Reifenindustrie. 1937 hatte das Unternehmen 1.301 Mitarbeiter und einen Umsatz von 11 Mio. Reichsmark.
Das Unternehmen beschäftigte zwischen 1940 und 1945 Zwangsarbeiter, im Lager „Rosita“ waren etwa 900 Personen untergebracht. Im Zweiten Weltkrieg wurde ein großer Teil der Fabrikanlage zerstört und bei einem Bombentreffer auf den Eingang des Krätzbachbunkers, des firmeneigenen Luftschutzraums, starben 700 Menschen, darunter 451 Mitarbeiter.
Nach der 1938 vollzogenen Enteignung des Mehrheitsaktionärs, der jüdischen Familie Kayser, übernahm der Unternehmer und Wehrwirtschaftsführer Willy Kaus die Aktienmehrheit des Unternehmens. Kaus versuchte nach dem Kriegsende 1945 vergebens, sich mit den Kayser-Erben über seine Mehrheitsbeteiligung zu einigen. 1952 musste er die Mehler-Anteile zurückgegeben.
Seit 1952 prägte der Unternehmer Walter Albert Bauer bis zu seinem Tod 1968 als Vorstandsvorsitzender die weitere Entwicklung der Val. Mehler AG, die den Mittelpunkt seiner Bauer-Gruppe bildete; 4.552 Mitarbeiter zählte das Unternehmen im Jahre 1960. 1967 wurde Bauer Mehrheitseigner.
1972 übernahm der Unternehmer Johann Nepomuk Glöggler von den Bauer- und Mehler-Erben die Aktienmehrheit, die er bis zum Zusammenbruch seines Glöggler-Konzerns 1976 behielt.
Nach dem Zusammenbruch der Glöggler-Gruppe vollzogen die Bank für Gemeinwirtschaft und die Hessische Landesbank die Sanierung des Unternehmens und wurden während dieses Prozesses zu Mehrheitsaktionären.
Unter der Banken-Ägide wurde Mehler während der 1980er Jahre in Tochtergesellschaften aufgegliedert, die sich an den vorhandenen Produktsparten orientierten. So wird 1982 die Bekleidungskonfektion in die neugegründeten Unternehmen Valmeline Bekleidung GmbH und Fulwiline Mode GmbH überführt. Es folgen 1986 die technische Konfektion durch Gründung der Mehler Vario System GmbH und 1989 die Produktion technischer Textilien durch Neugründung der Tochtergesellschaft Mehler GmbH. Das Unternehmen wird zur Finanz- und Führungsholding; 1990 erzielte die Val. Mehler AG knapp 450 Millionen Mark Umsatz und beschäftigte 2.100 Mitarbeiter.
1997/98 übernahm die KAP Beteiligungs-AG die Aktienmehrheit der Mehler AG.
KAP sorgte für die Umfirmierung der Tochter Mehler Haku GmbH und die Bündelung der Streich- und Kalanderbeschichtungsaktivitäten in der Mehler Texnologies Group. Die Mehler Texnologies GmbH wurde 2007 an den britischen börsennotierten Konzern Low & Bonar verkauft.
2010 verlagerte die KAP Beteiligungs-AG ihren Firmensitz nach Fulda. Heute gehören noch die Mehler Engineered Products (MEP), Hersteller von technischen Textilien, sowie die Olbo & Mehler (OMT), Hersteller von technischen Geweben, zu KAP.
Nachdem 2019 ein Verkauf des Firmenareals an die Stadt scheiterte, wurde Anfang 2020 bekannt, dass der Produktionsstandort mit ca. 80 Mitarbeitern in Fulda aufgegeben wird, deren Schwerpunkt die Produktion von technischem Cordgewebe war; betroffen ist auch ein Standort in Tschechien, an dem vor allem Softcords und Rohzwirne produziert wurden. Beschäftigt bleiben etwa 45 Mitarbeiter in Verwaltung und Entwicklung. Seit 2020 gehört Mehler Texnologies zur Freudenberg Gruppe.

## Camping- und Pfadfinderzelte

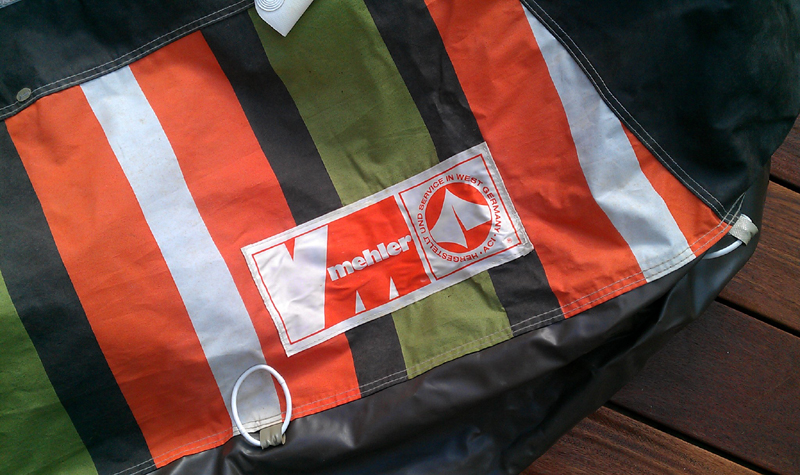
Aufnäher mit Wort-Bild-Marke auf Hauszelt von Mehler aus den 1980er Jahren.

Der in der Öffentlichkeit besonders bekannte Camping-Bereich verselbstständigt sich 1991 in die Mehler Camping GmbH. Durch die wiederholten Umstrukturierungen der Mehler AG und Zukäufe präsentiert sich dieses grundsätzlich langlebige Produktsortiment insgesamt recht uneinheitlich. Bis Ende der 1980er Jahre wurden die Freizeit-Zelte als eindeutig ausgezeichnete Mehler-Produkte vertrieben. Auch die Ausgliederung der Mehler Vario System GmbH, die dem Campingbereich zugeordnet wurde, änderte hieran nichts. Erst mit der 1990 erfolgten Übernahme der Stromeyer Innovation GmbH, die sich aus dem 1986 liquidierten Traditionsunternehmen Stromeyer gebildet hatte, änderte sich dies. Der Sitz der Stromeyer Innovation GmbH in Radolfzell wurde von Mehler beibehalten und aus dem bisherigen Unternehmen die Mehler Camping GmbH gegründet. Nun erhielten auch die Zelte von Mehler eine neue Firmierung: Die aufgenähte Wort-Bild-Marke lautete nun nicht mehr „Mehler“, sondern „Mehler Camping“. Im gleichen Jahr nahm auch die Mehler Stromeyer Camping GmbH den Betrieb auf, welche ehemalige Zelte von Stromeyer unter dem alten Markennamen vertrieb.
Die Episode „Mehler Camping GmbH“ endete mit Löschung der Marke bereits 1997, Mehler-Stromeyer folgte 2000. Im Jahr 1998 hatte die Mehler AG das tschechische Unternehmen Technolen technicky textil s.r.o. aus Lomnice nad Popelkou erworben. Stromeyer ist inzwischen eine Herstellermarke von Technolen, das immer noch eine Tochterfirma von Mehler ist. Eines der ältesten bis zuletzt erhältliche Stromeyer-Produkte, das schon vor dem Zweiten Weltkrieg produziert wurde, waren die Schwarzzelte der deutschen Pfadfinder- und Jugendbewegung. Im Jahr 2007 wagte Technolen zusammen mit dem ebenfalls tschechischen Textilhersteller Texlen, erneut mit Schwarzzelten unter dem Traditionsnamen Stromeyer in Deutschland Fuß zu fassen. Diese Unternehmung wurde von der Protect GmbH aus Essen begleitet. Als dem Versuch kein Erfolg beschieden war, wurde das Unterfangen nach 2009 wieder aufgegeben.

## Fabrik in der Edelzeller Straße
Die Fabrik in der Edelzeller Straße steht als Kulturdenkmal unter Denkmalschutz.